# Maria Leconte
Maria Leconte, z domu Niepieina, ros. Мария Непеина (ur. 12 marca 1970) – francuska szachistka pochodzenia ukraińskiego, arcymistrzyni od 2002 roku. W czasie swojej kariery występowała również pod nazwiskiem panieńskim oraz Niepieina-Leconte.

## Kariera szachowa
Pod koniec lat 80. XX wieku startowała w finałach mistrzostw Związku Radzieckiego juniorek. W 1990 r. zdobyła w Odessie brązowy medal akademickich mistrzostw świata. W 1999 r. podzieliła II m. (za Monicą Calzettą, wspólnie z Jovanką Houską) w rozegranym w Saint-Vincent turnieju strefowym (eliminacji mistrzostw świata). W tym samym roku zdobyła w Besançon brązowy medal indywidualnych mistrzostw Francji. W najbardziej udanym w jej karierze 2001 r. zdobyła w Marsylii tytuł mistrzyni kraju, a w León tytuł drużynowej mistrzyni Europy. W 2002 r. podzieliła II m. (za Natašą Bojković, wspólnie z Iriną Ionescu-Brandis) w Belfort. W kolejnych latach wielokrotnie stawała na podium mistrzostw Francji, zdobywając 2 srebrne (2008, 2009) oraz 3 brązowe medale (2005, 2006, 2010).
Pomiędzy 2000 a 2008 r. czterokrotnie (w tym raz na I szachownicy) uczestniczyła w szachowych olimpiadach. W swoim dorobku ma również drugi start w drużynowych mistrzostwach Europy (2007).
Najwyższy ranking w dotychczasowej karierze osiągnęła 1 stycznia 2007 r., z wynikiem 2377 punktów zajmowała wówczas 80. miejsce na światowej liście FIDE, jednocześnie zajmując 5. miejsce wśród francuskich szachistek.